# Fatal Frame
Fatal Frame (в Японии известна как Zero, в Европе — Project Zero) — серия игр в жанре survival horror, созданная Tecmo и на данный момент состоящая из пяти игр, одного спин-оффа, новеллы, фильму по новелле и манги. Первая и вторая части вышли на консолях PlayStation 2 и Xbox, третья — только на PlayStation 2, а четвёртая и пятая — эксклюзивно для приставок Wii и Wii U, соответственно
Оригинальные первые 3 части игры на данный момент доступны на PlayStation 3 через сервис американского PSN.

## Игровой процесс
Геймплей серии практически никак не менялся с выхода самой первой игры. Игрок, перемещаясь по локации, натыкается на призраков, борьба с которыми ведётся при помощи камеры-обскуры, при переключении на которую перспектива меняется с третьего на первое лицо. Камера фиксируется на призраке, при этом количество нанесённого урона призраку будет зависить от того, насколько камера сфокусирована, а также угол, под которым она снимает, при этом призраки появляются и исчезают, что усложняет фокусировку, а значит и количество наносимого урона будет меньше. Наиболее разрушительной атакой является «фатальный кадр», который попадает в самое уязвимое место призрака. С каждого призрака игрок получает энергию призрака, которая конвертируется в очки, которые можно использовать для покупки предметов для улучшения камеры-обскуры и получения более мощной пленки.
Помимо враждебных призраков, на локациях встречаются и пассивные, которые появляются на непродолжительный период времени, если игрок не успел сделать снимок призрака, то в игре он его более не встретит. В первых трёх играх персонаж передвигался намного медленно, чем в последующих играх серии. Также с Fatal Frame: Maiden of Black Water у игрока появилась возможность вырываться, либо уворачиваться от призрака.

## Основная серия

### Fatal Frame
- Платформа: PlayStation 2, Xbox, PlayStation 3
- Год выхода: 2001

### Fatal Frame II: Crimson Butterfly
- Платформа: PlayStation 2, Xbox, PlayStation 3
- Год выхода: 2003

### Fatal Frame III: The Tormented
- Платформа: PlayStation 2, PlayStation 3
- Год выхода: 2005

### Zero: Tsukihami no Kamen/Mask of The Lunar Eclipse
- Платформа: Wii, Nintendo Switch, Xbox One, Xbox Series X/S, PlayStation 4, Playstation 5, Microsoft Windows
- Год выхода: 2008, 2023

### Project Zero 2: Wii Edition
- Платформа: Wii
- Год выхода: 2012

### Fatal Frame: Maiden of Black Water
- Платформа: Wii U, Nintendo Switch, Xbox One, Xbox Series X/S, PlayStation 4, PlayStation 5, Microsoft Windows
- Год выхода: 2015, 2021

## Другие игры серии

### Real: Another Edition
- Платформа: Мобильные телефоны серии  FOMA и DoCoMo.
- Год выхода: 2004

Real: Another Edition (известная в Америке как Real Zero) — мобильная игра выпущенная в 2004 году. В игре пользователи фотографировали своё окружение и игра накладывала на изображение призрака, расположенного где либо в кадре. Для сбора было доступно семьдесят различных призраков, и после поимки каждого, происходила отправка электронного письма, чтобы дать подсказки игрокам, для поиска следующего призрака или других сообщений. Поддержка игры была прекращена в 2011 году.

### Spirit Camera: The Cursed Memoir
- Платформа: Nintendo 3DS
- Год выхода: 2012

### Project Zero: Shadow Priestess (Zero: Kage Miko)
- Год выхода: 2014 — 2018

Project Zero: Shadow Priestess — манга написанная Сеймару Амаги и проиллюстрированная Hakus. Была выпущена 18 июля 2014 года для приложения Manga Box. Манга повествует о Саре Васезуки, которой демонстрируют пленку фотографа паранормальных явлений Тоуси Рюузаки, вместе с этим у неё начинают всплывать воспоминания о прошлом.

## Оценки
| Игра                                   | GameRankings | Metacritic                                                                    |
| -------------------------------------- | ------------ | ----------------------------------------------------------------------------- |
| Fatal Frame                            | —            | (PS2) 74/100 (Xbox) 77/100                                                    |
| Fatal Frame II: Crimson Butterfly      | —            | (PS2) 81/100 (Wii) 77/100 (Xbox) 84/100                                       |
| Fatal Frame III: The Tormented         | —            | (PS2) 78/100                                                                  |
| Fatal Frame: Mask of the Lunar Eclipse | (Wii) 76%    | (PS5) 67/100 (XSXS) 63/100 (NS) 74/100 (PC) 69/100                            |
| Spirit Camera: The Cursed Memoir       | —            | (3DS) 54/100                                                                  |
| Fatal Frame: Maiden of Black Water     | —            | (NS) 73/100 (PC) 69/100 (PS4) 71/100 (PS5) 63/100 (WIIU) 67/100 (XSXS) 60/100 |

В Японии каждая игра в серии Fatal Frame имела скромный успех: продажи первой игры самые низкие в серии, в то время как Mask of the Lunar Eclipse в настоящее время является самой продаваемой игрой в серии на сегодняшний день. С момента своего дебюта в 2001 году серия Fatal Frame разошлась тиражом 1,3 миллиона копий по всему миру.